# Hard Skool
Hard Skool è un singolo del gruppo statunitense Guns N' Roses pubblicato il 24 settembre 2021 dalla Geffen Records. Questo singolo, come il precedente Absurd, è un brano scartato dall'album Chinese Democracy. Il brano anticipa la pubblicazione dell'omonimo Ep Hard Skool, che verrà pubblicato nel febbraio 2022.

## Storia e significato
Il singolo proviene dalle turbolenti sessioni di registrazioni di Chinese Democracy del 2008 e originariamente si chiamava Jackie Chan.
Il testo di “Hard Skool” parla di una relazione finita male, in cui il protagonista si sente tradito e deluso dal suo partner, che ha preferito essere uno sciocco e buttare via tutto invece di affrontare le sfide della vita. Il ritornello dice: "Dovevi giocare alla grande, dovevi farlo a modo tuo. Dovevi essere uno sciocco, dovevi buttare via tutto. Troppo scuola dura e pensavi che fossi qui per restare. Se fosse vero, non importava niente". Si tratta quindi di una canzone che esprime il rancore e la frustrazione del cantante Axl Rose verso chi lo ha abbandonato o tradito.

## Video
È presente anche un video ufficiale che mostra il testo della canzone insieme a diverse immagini dei tour della band.